# 宝山石头城
宝山石头城位于中国云南省丽江市玉龙纳西族自治县宝山乡宝山村，是建于金沙江右岸一个巨型柱状石头上纳西族村落。石头城建于元初至元年间（公元1264—1294年），曾为丽江路所辖的宝山州治所。
1993年，宝山石头城被认定为云南省级重点文物保护单位，2006年5月25日被国务院公布为第六批全国重点文物保护单位。2012年12月17日，宝山乡石头城村被列入第一批公布的中国传统村落名录。

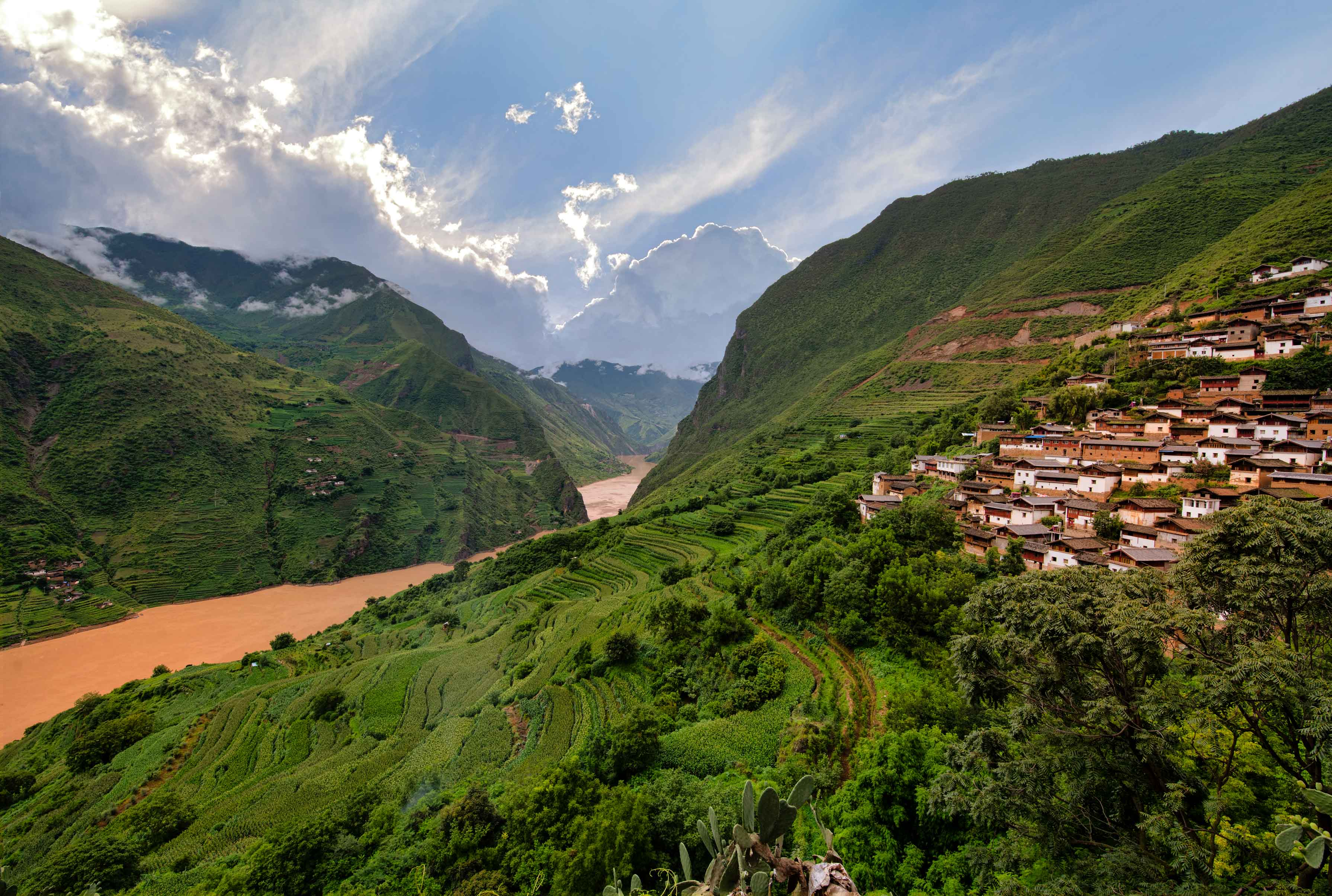
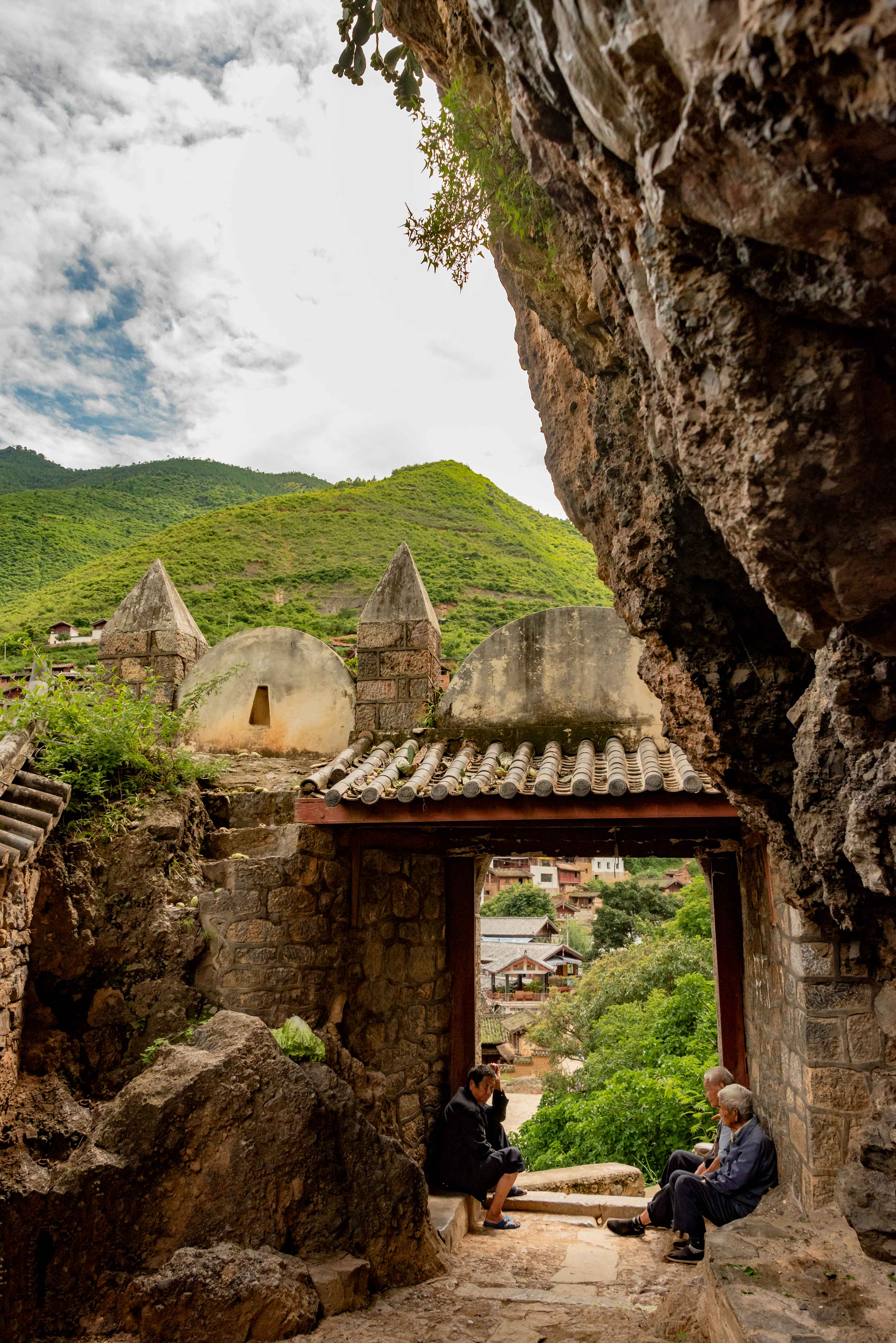
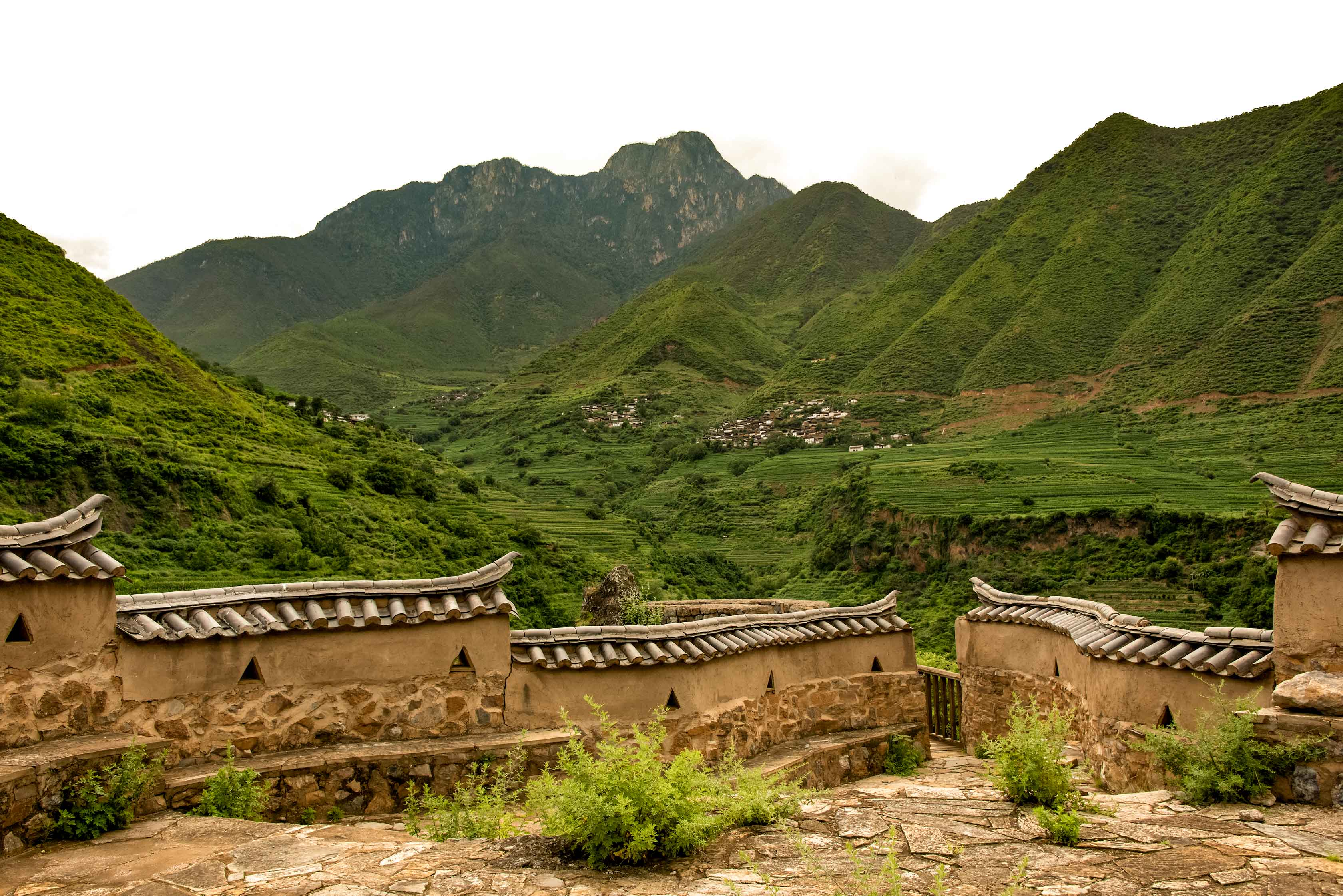
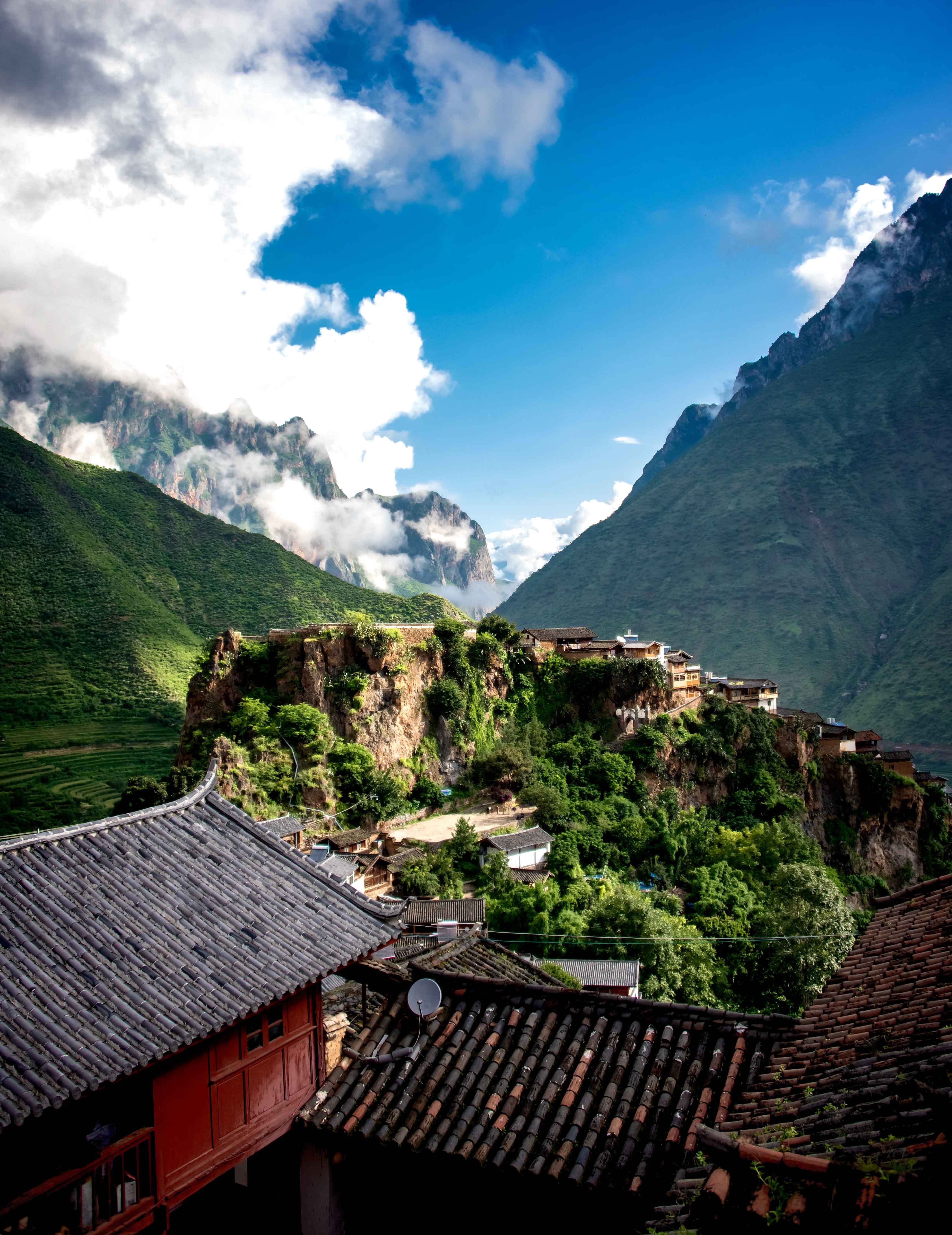